# Partit d'Alliberament Nacional Turcman
El Partit d'Alliberament Nacional Turcman és una organització política dels turcmans a l'Iraq. Se li atribueix la bandera que finalment, amb lleugera variació, va esdevenir la bandera de Turkmeneli i ètnica dels turcmans. La seva bandera actual no consta però probablement seria diferent.
Des de 2002 formà part de l'Associació Nacional dels Turcmans, aliada del govern regional del Kurdistan Iraquià liderat pels dos principals partits kurds. El partit sembla tenir com antecedent bé la Comissió d'Alliberament dels Turcs Iraquians ("Irak Türkleri Kurtuluş Komitesi") fundada a Istanbul, o bé l'Exèrcit d'Alliberament Clandesti dels Turcmans ("Türkmen Gizli Kurtuluş Ordusu") fundat vers 1978 i que va desfermar la repressió iraquiana contra els turcmans de l'Iraq.